# Contest
Contest – miejscowość i gmina we Francji, w regionie Kraj Loary, w departamencie Mayenne.
Według danych na rok 1990 gminę zamieszkiwało 695 osób, a gęstość zaludnienia wynosiła 30 osób/km² (wśród 1504 gmin Kraju Loary Contest plasuje się na 727. miejscu pod względem liczby ludności, natomiast pod względem powierzchni na miejscu 448.).